# Karl Harrer

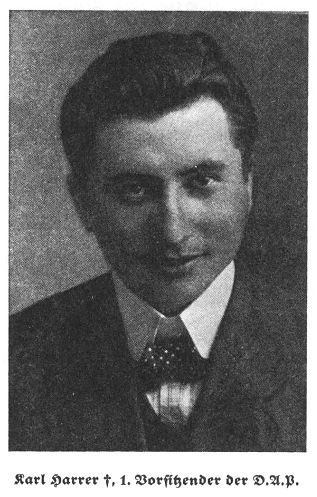
Karl Harrer

Karl Harrer (Beilngries, 8 oktober 1890 - München, 5 september 1926) was een Duits nationaalsocialistisch politicus en antisemiet. Harrer was sportjournalist bij de rechtse Münchener-Augsburger Abendzeitung. 
In november 1918 sloot hij zich aan bij het geheime Thule-Gesellschaft, een antisemitische en germaans-nationalistische club. De Thule gaf hem opdracht om in contact te komen met Anton Drexler, de voorzitter van de Politischer Arbeiterzirkel. Harrer en Drexler kwamen overeen om de Deutsche Arbeiterpartei (Duitse Arbeiderspartij) op te richten om de arbeiders weg te houden van het marxisme en hen te winnen voor de nationale en Deutsch of völkisch socialistische zaak. Karl Harrer werd voorzitter (Reichsvorsitzender) van de Deutsche Arbeiterpartei en Anton Drexler werd voorzitter van de afdeling München (tevens de enige afdeling die werd opgezet). In september 1919 trad Adolf Hitler toe tot de DAP. Hitler en Drexler vonden dat de DAP moest uitgroeien tot een massabeweging, terwijl Harrer pleitte voor een geheim 'voorhoede' genootschap, gelijk de Thule-Gesellschaft. Uiteindelijk wonnen Hitler en Drexler het pleit en Harrer trad als Beiers voorzitter af. In 1926 stierf hij op jonge leeftijd een natuurlijke dood.